# لغة فارسية حديثة
الفارسية الجديدة أو الفارسية الحديثة أو الداري (الفارسية: فارسی نوین) هي المرحلة الحالية من اللغة الفارسية التي تحدث بها الفرس منذ القرنين الثامن والتاسع حتى الآن في إيران الكبرى وما حولها. تُقسم الفارسية الحديثة تقليديًا إلى ثلاث مراحل: المرحلة المبكرة من الفارسية الحديثة (القرنين الثامن والتاسع)، والمرحلة الكلاسيكية من الفارسية الحديثة (القرنين العاشر والثامن عشر)، والمرحلة المعاصرة من الفارسية الحديثة (من القرن التاسع عشر حتى الوقت الحاضر).
الداري هو اسم أُطلِق على اللغة الفارسية الحديثة منذ القرن العاشر، ويستخدم على نطاق واسع في النصوص العربية (مثل نصوص الإصطخري والمقدسي وابن حوقل) وفي النصوص الفارسية أيضًا.  منذ عام 1964، أصبح الداري هو الاسم الرسمي في أفغانستان للغة الفارسية التي يتحدث بها الناس هناك.

## التصنيف
اللغة الفارسية الحديثة هي عضو في المجموعة الإيرانية الغربية من اللغات الإيرانية، والتي تشكل فرعًا من اللغات الهندو أوروبية في تقسيمها الهندو إيراني.
تنقسم اللغات الإيرانية الغربية نفسها إلى مجموعتين فرعيتين: لغات جنوب غرب إيران، والتي تعد الفارسية الأكثر انتشارًا، ولغات شمال غرب إيران، والتي تعد الكردية الأكثر انتشارًا.

## علم أصول الكلمات
"الفارسية الجديدة" هو الاسم الذي أُطلِق على المرحلة النهائية من تطور اللغة الفارسية. في الإنجليزية لفظ (الفارسية Persian) مشتق إنجليزي من اللاتينية Persiānus، الشكل الصفي لكلمة Persia، وهو مشتقة من الكلمة اليونانية Persís ( Περσίς ), وهو شكل يوناني من اللغة الفارسية القديمة (𐎱𐎠𐎼𐎿)، والتي تعني "بلاد فارس" (منطقة في جنوب غرب إيران تتوافق مع مقاطعة فارس الحديثة). وفقًا لقاموس أكسفورد الإنجليزي، فإن مصطلح الفارسية كاسم لغة ظهر لأول مرة في اللغة الإنجليزية في منتصف القرن السادس عشر.
هناك آراء مختلفة حول أصل كلمة الداري . يعتقد أغلب العلماء أن كلمة الداري تشير إلى الكلمة الفارسية دار أو دربار "محكمة" (دربار) لأنها كانت اللغة الرسمية لسلالة الساسانيين. المعنى الأصلي لكلمة داري ورد في حديث منسوب إلى ابن المقفع (نقله ابن النديم في الفهرست). وبحسب قوله، "كانت اللغة افبارسية هي اللغة التي يتحدث بها الكهنة والعلماء ومن في حكمهم؛ وهي لغة فارس". وتشير هذه إلى الفارسية الوسطى. وأما الداري، فيقول: «وهي لغة مدن المدائن، ويتكلم بها من كان في بلاط الملك، ويتصل اسمها بالحضور في البلاط، ومن لغات أهل خراسان والمشرق لغة أهل بلخ الغالبة».

## التاريخ
تنقسم اللغة الفارسية الحديثة تقليديا إلى ثلاث مراحل:
- المرحلة المبكرة (القرنين الثامن والتاسع)
- المرحلة الكلاسيكية (القرن العاشر إلى القرن الثامن عشر)
- المرحلة المعاصرة (من القرن التاسع عشر حتى الوقت الحاضر)

تظل اللغة الفارسية الحديثة المبكرة مفهومة إلى حد كبير للمتحدثين باللغة الفارسية المعاصرة، حيث ظل الصرف، وإلى حد أقل، معجم اللغة مستقرًا نسبيًا.

### اللغة الفارسية الجديدة المبكرة

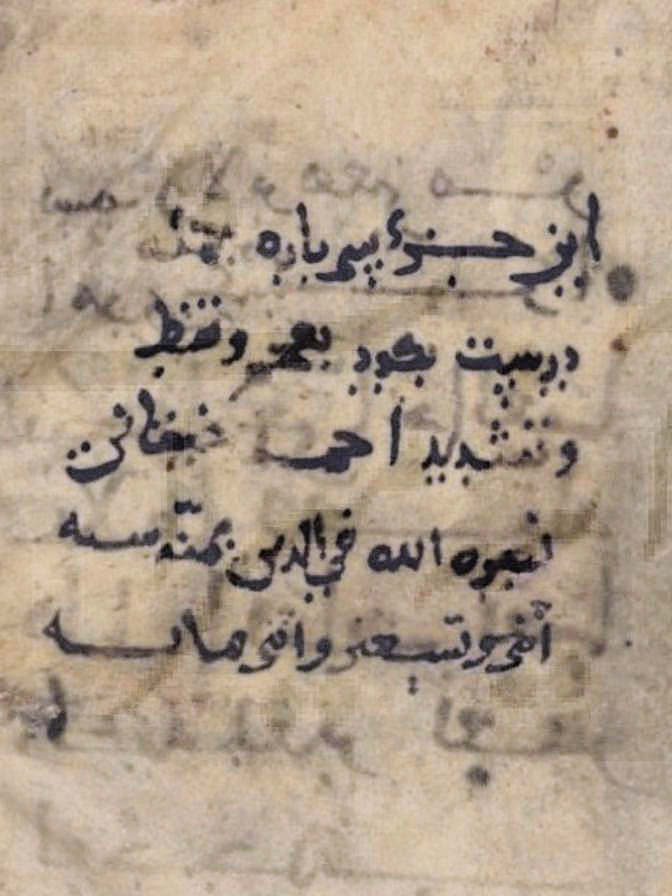
ملاحظات فارسية على كتيبات قرآنية كتبها أحد سكان طوس يُدعى أحمد الخيقاني سنة 292 هـ (905 م).

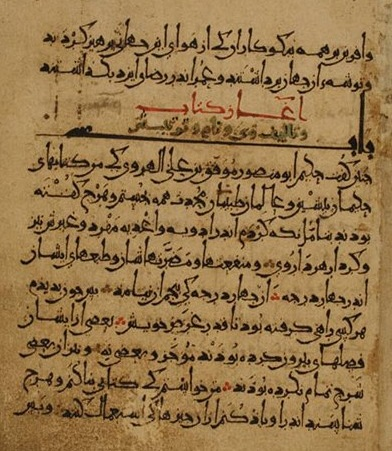
صفحة من مخطوطة كتاب الأبناء عن حقائق العدوية لأبي منصور موفق، نسخه الأسدي الطوسي سنة 447هـ (1055م).

ظهرت النصوص الفارسية الحديثة المكتوبة بالخط العربي لأول مرة في القرن التاسع. اللغة هي سليلة مباشرة للغة الفارسية الوسطى، اللغة الرسمية والدينية والأدبية للإمبراطورية الساسانية (224-651). ومع ذلك، فإنها لا تنحدر من الشكل الأدبي للغة الفارسية الوسطى (والتي تسمى عادة البهلوية)، والتي كان يتحدث بها أهل فارس والتي استخدمت في الكتابات الدينية الزرادشتية. وبدلًا من ذلك، فإنها تنحدر من اللهجة التي يتحدث بها بلاط العاصمة الساسانية قطسيفون ومنطقة خراسان الإيرانية الشمالية الشرقية، والمعروفة باسم الداري. خراسان، التي كانت موطن البارثيين، تفرَّسَت في عهد الساسانيين. وبذلك حلت اللغة الدارية الفارسية محل اللغة الفرثية، والتي كانت قد خرجت عن الاستخدام بحلول نهاية العصر الساساني. وقد تضمنت اللغة الفارسية الجديدة العديد من الكلمات الأجنبية، بما في ذلك اللغات الإيرانية الشرقية [الإنجليزية] والشمالية الإيرانية مثل اللغة الصغدية وخاصة اللغة الفرثية.
لقد اكتملت السيطرة على الخطاب الأحدث، بعد أن تحول الآن من الفارسية الوسطى إلى الفارسية الحديثة، بحلول عصر السلالات الأميرية الثلاث من أصل إيراني، وهي سلالة الطاهريين (820-872)، وسلالة الصفاريين (860-903)، والإمبراطورية السامانية (874-999)، ولم تتمكن من التطور إلا في نطاق وقوة التعبير. يُذكر أن عباس المرويّ كان أول من أنشد الشعر باللغة الفارسية الحديثة، وبعده كانت قصائد حنظلة البادغيسي من بين أشهر القصائد بين الناطقين بالفارسية في ذلك الوقت.
ظهرت أولى قصائد اللغة الفارسية، وهي لغة تُعرف تاريخيًا باسم الداري، في أفغانستان. كان أول شاعر فارسي مهم هو رودكي. ازدهر في القرن العاشر، عندما كان السامانيون في أوج قوتهم. سمعته كشاعر بلاط وموسيقي ومغني بارع، ازدهرت بسبب هذا، على الرغم من أن القليل من شعره قد حُفظ. ومن بين أعماله المفقودة حكايات شعرية مجمعة في كتاب كليلة ودمنة.
انتشرت اللغة جغرافيًا منذ القرن الحادي عشر وكانت الوسيلة التي تعرف من خلالها الأتراك في آسيا الوسطى على الإسلام والثقافة الحضرية، ثم تعرَّف من خلالها بلاد الهند والسند (باكستان) على الإسلام. كانت اللغة الفارسية الحديثة تُستخدم على نطاق واسع كلغة مشتركة بين المناطق، وهي المهمة التي كانت مناسبة لها بشكل خاص بسبب بنيتها الصرفية البسيطة نسبيًا، بالإضافة إلى استخدامها من جميع المسلمين شرق إيران في الدراسة والفقه والسياسية، لذلك عُرفَت بلغة العلم والسياسة في تلك البلدان، واستمر هذا الوضع حتى القرن التاسع عشر على الأقل. في أواخر العصور الوسطى، تم إنشاء لغات أدبية إسلامية جديدة على النموذج الفارسي: التركية العثمانية، والجاغاتية، والدوباشية [الإنجليزية]، والأردية، والتي تعتبر لغات ابنة هيكلية للفارسية.

### اللغة الفارسية الكلاسيكية
يشير مصطلح "الفارسية الكلاسيكية" بشكل فضفاض إلى اللغة القياسية لبلاد فارس في العصور الوسطى والتي كانت تستخدم في الأدب والشعر. هذه هي لغة القرنين العاشر والثاني عشر، والتي استمرت في الاستخدام كلغة أدبية ولغة مشتركة في ظل السلالات التركية والمغولية التي تفرَّست خلال القرنين الثاني عشر والخامس عشر، وتحت الحكم الفارسي المستعاد خلال القرنين السادس عشر والتاسع عشر.
كانت اللغة الفارسية خلال هذا الوقت بمثابة اللغة المشتركة لبلاد فارس الكبرى ومعظم شبه القارة الهندية. وكانت أيضًا اللغة الرسمية والثقافية للعديد من السلالات الإسلامية، بما في ذلك السامانيين والبويهيين والطاهريين والزياريين وسلطنة مغول الهند والتيموريين والغزنويين والقراخانيين والسلاجقة والخوارزميين وسللاجقة الروم وسلطنة دلهي والشروان والصفويين والأفشاريين والزنديين والقاجاريين وخانية بخارى وخانية قوقند وإمارة بخارى وخانية خيوة والعثمانيين في بداياتهم وأيضًا العديد من خلفاء المغول مثل نظام حيدر آباد. كانت اللغة الفارسية هي اللغة غير الأوروبية الوحيدة التي عرفها واستخدمها ماركو بولو في بلاط قوبلاي خان وفي رحلاته عبر الصين.

### اللغة الفارسية المعاصرة
سلالة القاجاريين

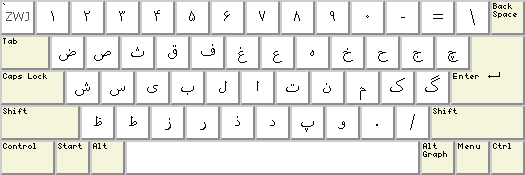
نسخة من تخطيط لوحة المفاتيح الإيرانية القياسية ISIRI 9147 للغة الفارسية

في القرن التاسع عشر، في عهد أسرة القاجار، ارتفعت اللهجة الطهرانية [الإنجليزية] التي يتحدث بها سكان طهران إلى الصدارة. كانت هناك مفردات عربية كثيرة، لكن العديد من هذه الكلمات مدموجة في علم الأصوات والقواعد الفارسية. بالإضافة إلى ذلك، في ظل حكم القاجاريين، دخلت العديد من المصطلحات الروسية والفرنسية والإنجليزية إلى اللغة الفارسية، وخاصة المفردات المتعلقة بالتكنولوجيا، وقد أراد الشاه استبدال المصطلحات العربية بالأوروبية اقتداءً بنموذج أتاتورك، ولكن الثورة الإيرانية أوقفَت هذا التغيير، وعززت المكانة العربية في الفارسية.
كانت الاهتمامات الرسمية الأولى بضرورة حماية اللغة الفارسية من الكلمات الأجنبية، وتوحيد قواعد الكتابة الفارسية، في عهد ناصر الدين شاه من سلالة القاجار في عام 1871.[بحاجة لمصدر] بعد ناصر الدين شاه، أمر مظفر الدين شاه بتأسيس أول جمعية فارسية في عام 1903. وأعلنت هذه الجمعية رسميًا أنها تستخدم اللغتين الفارسية والعربية فقط كمصدرين مقبولين لصياغة الكلمات. وكان الهدف النهائي هو منع طباعة الكتب التي تحتوي على استخدام خاطئ للكلمات. وبحسب الضمانة التنفيذية لهذه الجمعية فإن الحكومة مسؤولة عن طباعة الكتب بشكل غير قانوني. الكلمات التي صاغتها هذه الجمعية، مثل راه‌آهان ( راه‌آهن ) عن "السكك الحديدية"، تم نشرها في صحيفة سلطاني؛ ولكن تم إغلاق الجمعية في النهاية بسبب الإهمال.[بحاجة لمصدر]
تأسست جمعية علمية في عام 1911، مما أدى إلى ظهور قاموس يسمى كلمات الجمعية العلمية (لغت انجمن علمی)، والذي اكتمل في المستقبل وأعيد تسميته إلى قاموس كاتوزيان (فرهنگ کاتوزیان). 
سلالة البهلويين
تأسست أول أكاديمية للغة الفارسية في 20 أيار 1935 تحت اسم أكاديمية إيران . تأسست بمبادرة من رضا شاه بهلوي ، وعلى رأسهم حكمت الشيرازي ومحمد علي فروغي [الإنجليزية]، وهما من الأسماء البارزة في الحركة القومية في ذلك الوقت. وكانت الأكاديمية مؤسسة رئيسة في النضال من أجل إعادة بناء إيران كدولة قومية بعد انهيار سلالة القاجار. خلال ثلاثينيات وأربعينيات القرن العشرين، قادت الأكاديمية حملات ضخمة لاستبدال العديد من الكلمات المستعارة من اللغات العربية والروسية والفرنسية واليونانية، والتي أدى استخدامها على نطاق واسع في اللغة الفارسية خلال القرون التي سبقت تأسيس سلالة بهلوي إلى خلق لغة أدبية مختلفة إلى حد كبير عن اللغة الفارسية المنطوقة في ذلك الوقت. وأصبح هذا هو الأساس لما يعرف الآن باسم "الفارسية القياسية المعاصرة".

## أصناف
هناك ثلاثة أنواع قياسية من اللغة الفارسية الحديثة:
- اللغة الفارسية الغربية ( الفارسية ، الفارسية الغربية ، الكردية) يتحدث بها في إيران ، والأقليات في العراق ودول الخليج العربي .
- يتم التحدث بالفارسية الشرقية ( الفارسية الدارية، الفارسية الأفغانية، أو الداري) في أفغانستان .
- اللغة الطاجيكية ( الفارسية الطاجيكية ) يتحدث بها في طاجيكستان وأوزبكستان . وهي مكتوب بالخط السيريلي.

وتستند هذه الأنواع الثلاثة جميعها إلى الأدب الفارسي الكلاسيكي وتقاليده الأدبية. هناك أيضًا العديد من اللهجات المحلية من إيران وأفغانستان وطاجيكستان والتي تختلف قليلاً عن اللغة الفارسية القياسية. اللهجة الهزارية (في وسط أفغانستان وباكستان)، والهراتية (في غرب أفغانستان)، والدروازية (في أفغانستان وطاجيكستان)، لهجة فارسية بصرية [الإنجليزية] (في جنوب إيران)، واللهجة الطهرانية (في إيران، أساس اللغة الفارسية الإيرانية القياسية) هي أمثلة على هذه اللهجات. يمكن للشعوب الناطقة باللغة الفارسية في إيران وأفغانستان وطاجيكستان أن تفهم بعضها البعض بدرجة عالية نسبيًا من الفهم المتبادل. ومع ذلك، تشير الموسوعة الإيرانية إلى أن اللهجات الإيرانية والأفغانية والطاجيكية تشكل فروعًا مميزة للغة الفارسية، ويوجد داخل كل فرع مجموعة واسعة من اللهجات المحلية.
وفيما يلي بعض اللغات التي ترتبط ارتباطًا وثيقًا باللغة الفارسية، أو في بعض الحالات تعتبر لهجات:
- اللغة اللورية (أو اللوري )، يتحدث بها بشكل رئيس في المحافظات الإيرانية الجنوبية الغربية لرستان ، كهجيلويه وبوير أحمد ، تشهارمحال وبختياري وبعض الأجزاء الغربية من محافظة فارس وبعض أجزاء من محافظة خوزستان .
- التات ، وهي لغة يتحدث بها في أجزاء من أذربيجان وروسيا ومنطقة القوقاز. يتم تصنيفها على أنها نوع من الفارسية. [20] [21] (لا ينبغي الخلط بين هذه اللهجة ولغة التاتي في شمال غرب إيران، والتي تعد عضوًا في فرع مختلف من اللغات الإيرانية.)
- يهودية تاتية [الإنجليزية]. جزء من سلسلة اللغة التاتية الفارسية، والتي يتحدث بها في أذربيجان وروسيا، وكذلك بين المجتمعات المهاجرة في إسرائيل ونيويورك.

### اللغة الفارسية القياسية
اللغة الفارسية القياسية هي الصنف القياسي للغة الفارسية وهي اللغة الرسمية لإيران وطاجيكستان وإحدى اللغتين الرسميتين في أفغانستان. إنها مجموعة من الصيغ الرسمية المنطوقة والمكتوبة التي يستخدمها المتعلمون من مختلف الدول حول العالم. 
نظرًا لأن اللغة الفارسية لغة متعددة المراكز، فإن اللغة الفارسية القياسية تشمل معايير لغوية مختلفة (تتكون من الاستخدام المحدد). اللغة الفارسية القياسية لها عمليًا ثلاثة أنواع قياسية ذات وضع رسمي في إيران وأفغانستان وطاجيكستان. تعتمد الأشكال القياسية للثلاثة على أصناف طهراني، وكابولي، وبخارى على التوالي.

## طالع أيضًا
- تاريخ اللغة الفارسية
- الفارسية القديمة
- الفارسية الوسطى